# Euchloe
Euchloe là một chi bướm ngày thuộc họ Pieridae, tông Anthocharini. Chúng phân bố ở bắc bán cầu (vùng Holarctic), hầu hết các loài sống ở châu Âu, Trung Á, and Bắc Mỹ. Giống các loài Anthocharini khác, loài ở Bắc Mỹ còn được gọi là marbles; ở Cựu Thế giới gọi là dappled whites.

## Phân loại
DAnh dách liệt kê theo thứ tự ABC.

Phụ chi Euchloe Hübner, 1819:
- Euchloe ausonia (Hübner, [1803-1804]) – Eastern Dappled White
- Euchloe ausonides (Lucas, 1852) – Large Marble hoặc Creamy Marblewing
- Euchloe belemia (Esper, 1800) – Green-striped White
- Euchloe crameri Butler, 1869 – Western Dappled White
- Euchloe creusa (Doubleday, [1847]) – Northern Marblewing
- Euchloe daphalis (Moore, 1865)
- Euchloe insularis (Staudinger, 1861)
- Euchloe naina Kozhanchikov, 1923
- Euchloe ogilvia Back, 1990
- Euchloe orientalis (Bremer, 1864)
- Euchloe pulverata (Christoph, 1884)
- Euchloe simplonia (Freyer, 1829) – Mountain Dappled White
- Euchloe tagis (Hübner, [1803-1804]) – Portuguese Dappled White

Phụ chi Elphinstonia Klots, 1930:
- The charlonia species-group:
  - Euchloe bazae Fabiano, 1993
  - Euchloe charlonia (Donzel, 1842) – Greenish Black-tip hoặc Lemon White
  - Euchloe lucilla Butler, 1886
  - Euchloe transcaspica (Staudinger, 1891)
  - Euchloe penia (Freyer, 1852)
- Nhóm tomyris:
  - Euchloe lessei Bernardi, 1957
  - Euchloe tomyris Christoph, 1884
  - Euchloe ziayani Leestmans & Back, 2001
- Incertae sedis:
  - Euchloe aegyptiaca Verity, 1911
  - Euchloe falloui (Allard, 1867) – Scarce Green-striped White
  - Euchloe guaymensis Opler, 1986 – Sonoran Marble
  - Euchloe hyantis (Edwards, 1871, sometimes in E. creusa) – California Marble hoặc Pearly Marblewing
  - Euchloe lotta Beutenmüller, 1898 (sometimes in E. creusa hoặc E. hyantis) – Desert Marble
  - Euchloe olympia (Edwards, 1871) – Olympia Marble

## Hình ảnh

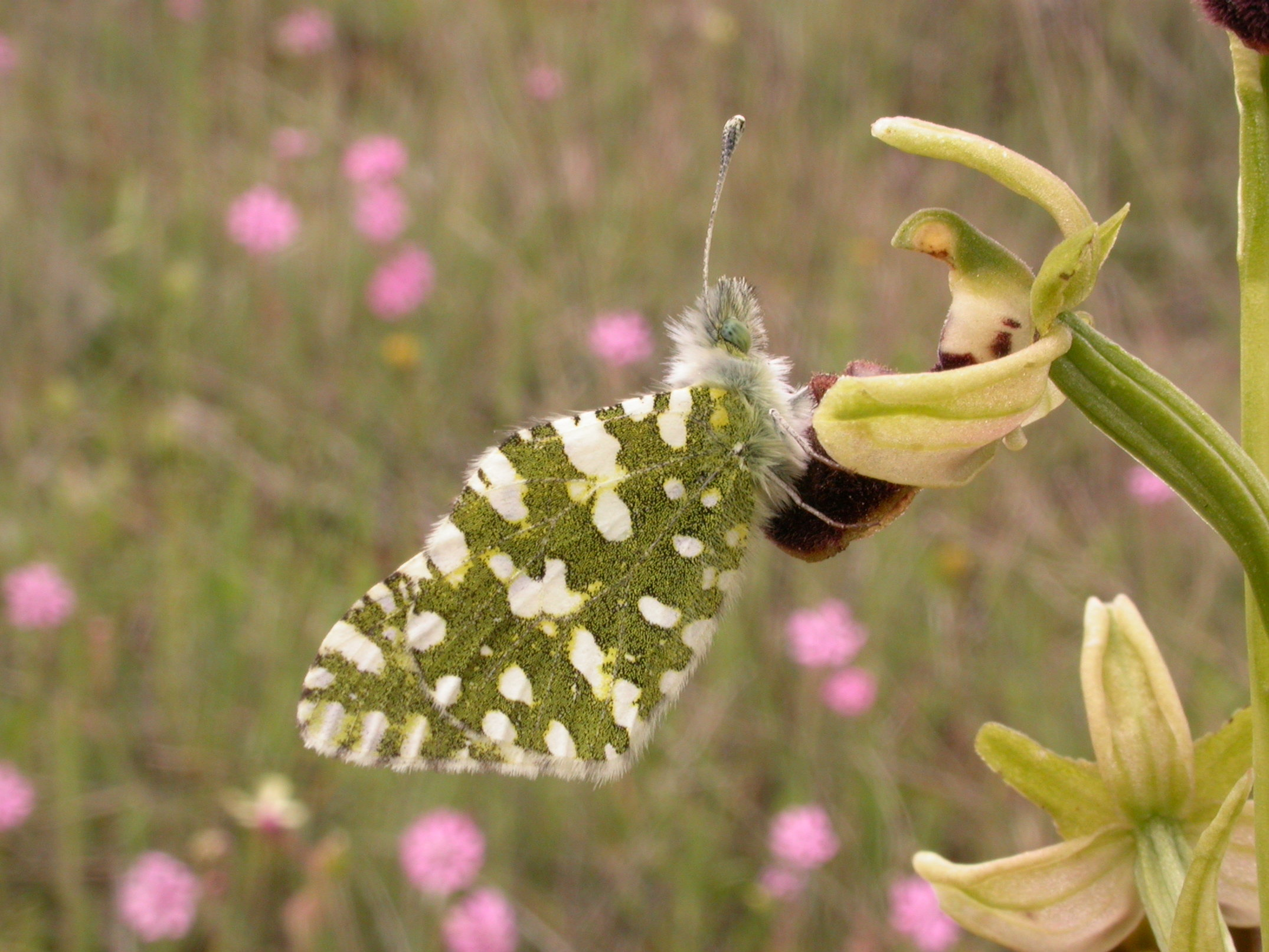